# TWAIN
TWAIN je v informatice název pro standardizovaný protokol a API rozhraní, které slouží pro komunikaci mezi aplikacemi a hardwarovými zařízeními jako jsou scannery a digitální fotoaparáty. Nejnovější verzí standardu je TWAIN 2.1, který byl vydán 8. července 2009. Zahrnuje podporu pro funkce MIRC, PDF/A, automatické otočení snímku, infračervený typ pixelu, automatickou velikost obrazu, automatickou detekci barvy a automatický výběr mezi podavačem a rovnou plochou.

## Historie
Skupina TWAIN byla poprvé založena v roce 1992 několika členy zobrazovacího/grafického průmyslu s cílem standardizace komunikace mezi hardwarem a softwarem, který manipuluje s obrazem. Označení TWAIN znamená Technology Without An Interesting Name (tj. technologie bez zajímavého názvu). Původně je slovo TWAIN od Rudyarda Kiplinga – The Ballad of East and West (Balada o východu a západu) – odráží potíže při připojování scannerů a osobních počítačů.

## Prohlášení Vision
Pracovní skupina TWAIN je nezisková organizace, která se reprezentuje v zobrazovacím průmyslu. TWAIN má za cíl poskytovat a podporovat univerzální veřejný standard, který propojuje aplikace a zařízení pro snímání obrazu. Probíhajícím posláním organizace je nadále posilovat standard a přizpůsobit na budoucí technologie.

## Cíle
Mezi cíle pracovní skupiny TWAIN patří:
- Ujištění, že obrazové zpracování software a hardware je kompatibilní.
- Získávat aktuální specifikace o stavu současného softwaru a hardwaru při zachování zpětné kompatibility.
- Poskytovat multiplatformní podporu.
- Udržovat a rozšiřovat bez poplatků vývojářské nástroje.
- Zajistit snadnou implementaci.
- Open Source Data Source Manager.
- LGPL licence s otevřeným zdrojovým kódem (tj. open source software.
- BSD ukázka otevřeného kódu aplikací a vzorek zdroje dat aplikace „Open Source Sample Application and Sample Data Source Application“.

## Podporované technologie
TWAIN poskytuje podporu pro:
- Výrobu, vysokorychlostní skenování.
- Barevné profily ICC.
- Digitální fotoaparáty.
- Podporu pro více platforem operačních systémů včetně Windows, Mac OS, a Linuxu.

## Členství v pracovní skupině TWAIN
Dnešní TWAIN standard, včetně specifikace, manažeru zdroje dat a ukázkového kódu jsou udržovány pro neziskové organizace pracovní skupiny TWAIN. Mezi přidružené členy pracovní skupiny TWAIN patří:
- Adobe Systems, Inc.
- AnyDoc Software, Inc.
- Atalasoft Inc.
- Avision Inc.
- Eastman Kodak Company
- Fujitsu Computer Products of America
- JFL Peripheral Solutions, Inc.
- Epson, Inc.
- Hewlett-Packard, Inc.